# Molí d'en Pau
Molí d'en Pau és una obra d'Arbolí (Baix Camp) inclosa a l'Inventari del Patrimoni Arquitectònic de Catalunya.

## Descripció
Situat al Pla del Pòlit, seguint el curs del Riu d'Arbolí. A la zona es troben altres molins hidràulics, de diversa funcionalitat en el seu origen: paperers, fariners, etc.
Edifici de grans dimensions en comparació als altres molins de la zona. De planta quadrangular, amb murs de pedra tallada i morter. Presenta algunes obertures i finestres allindades, probablement fruit de diverses remodelacions.
A la part superior de l'edifici trobem un pis construït amb rajola, al llarg del qual s'obren una sèrie de finestres fetes amb totxos a sardinell, disposades tant per la façana principal com pels laterals, probablement corresponent amb el pis de les golfes.

## Història
Segons MANENT, A. (2006): Molí fariner, utilitzat fins al 1958, quan els darrers masovers marxaren a Reus. Restaurat per l'industrial de la Canonja, amb fàbrica de Reus, en Joan Busquets i Crusat.
Fitxa F30 Agents Rurals: 2013.
Alta l'IPAC- VRA 2016